# Pömmelte
Pömmelte – dzielnica miasta Barby w Niemczech, w kraju związkowym Saksonia-Anhalt, powiecie Salzland.
Do 31 grudnia 2009 była to oddzielna gmina wchodząca w skład wspólnoty administracyjnej Elbe-Saale.